# Costus longibracteolatus
Costus longibracteolatus là một loài thực vật có hoa trong họ Costaceae. Loài này được Maas mô tả khoa học đầu tiên năm 1972.